# Carlo Bon Compagni di Mombello
Carlo Bon Compagni di Mombello (Torino, 25 luglio 1804 – Torino, 15 dicembre 1880) è stato un magistrato, pedagogista e politico italiano.

## Biografia

### Anni giovanili
Seguendo le orme del padre, avvocato generale del Re presso il Senato di Savoia, si iscrive nel 1820 alla facoltà di giurisprudenza dell'università di Torino e, conseguita la laurea (1824), entra in magistratura (1826). Dopo essere stato avvocato dei poveri a Chambéry (1829-1831), è trasferito al tribunale di Aosta (1831-1832) e poi a quello di Pallanza. Nel 1834 è nominato sostituto dell'avvocato generale a Torino, carica che ricopre fino al 1843, quando è nominato giudice del Senato di Torino, la suprema corte per le province piemontesi.

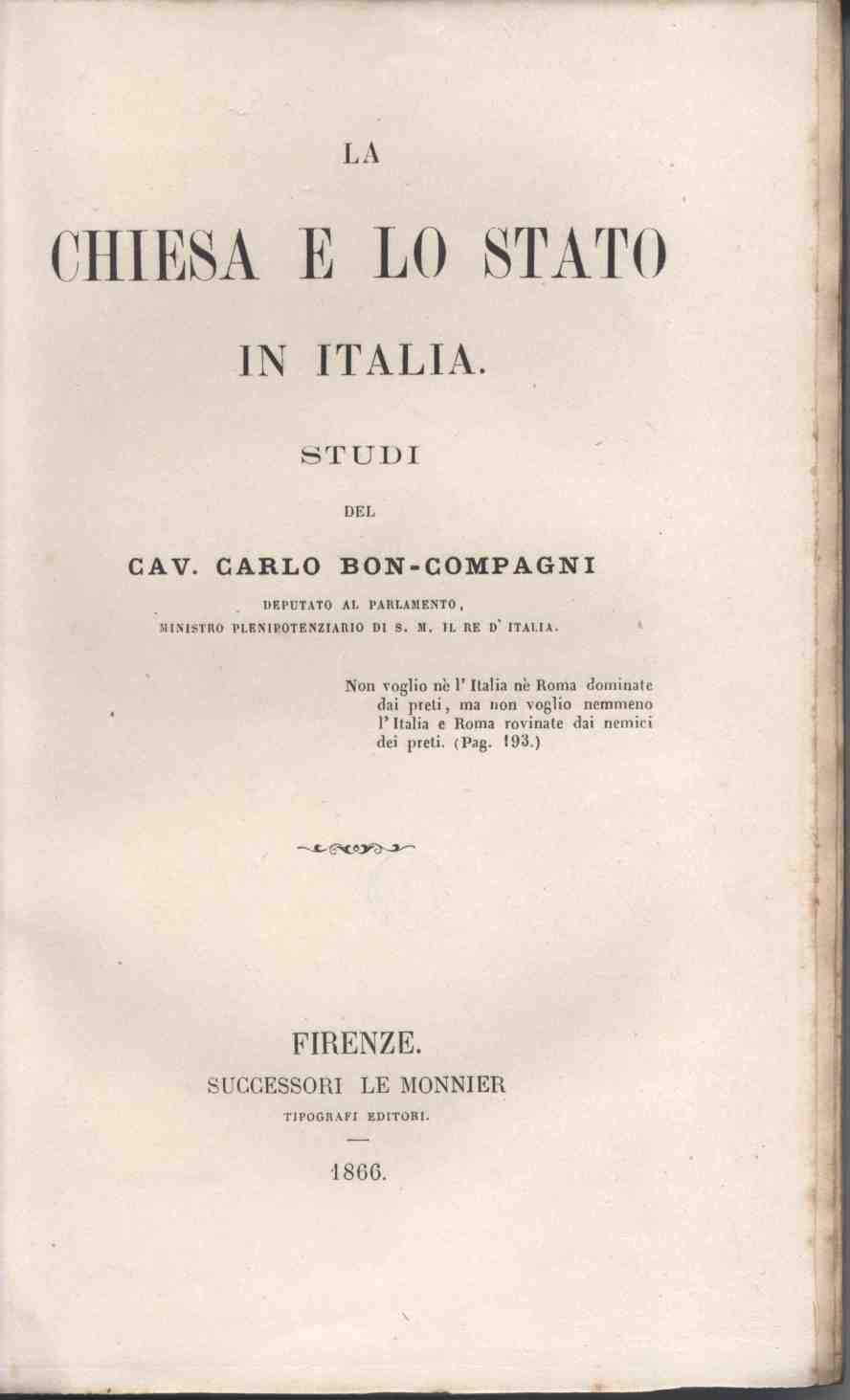
La chiesa e lo Stato in Italia, 1866

Sin dagli anni giovanili si interessa alle questioni religiose e al problema del Rapporto Stato-Chiesa, propugnando, da cattolico, la distinzione tra l'autorità politica e quella religiosa.
Amico di esponenti del liberalismo subalpino come Pier Dionigi Pinelli e Cesare Balbo, negli anni trenta svolge un'intensa attività pubblicistica su diversi periodici, impegnandosi in particolare sulle questioni dell'educazione popolare e infantile. Con il sostegno di autorevoli esponenti dell'aristocrazia piemontese, nel 1839 promuove inoltre la costituzione della Società per la fondazione degli asili d'infanzia, di cui diviene presidente.
Parallelamente alla sua riflessione pedagogica, Bon-Compagni affronta anche tematiche costituzionalistiche, segnalandosi per l'importante saggio "Della monarchia rappresentativa" (1848), che costituisce uno dei testi cardine del liberalismo politico piemontese.

### Carriera politico-amministrativa
Nel 1847-1848 inizia la sua carriera politico-amministrativa. Alla fine del 1847 è nominato segretario generale del Ministero della pubblica istruzione.
Al formarsi del primo Gabinetto costituzionale del Balbo, il 13 marzo 1848, gli è affidato il Ministero della pubblica istruzione. Eletto deputato nel collegio di Crescentino nelle prime elezioni del Regno di Sardegna (27 aprile 1848), ottiene nuovamente il portafoglio dell'istruzione nel Governo Alfieri di Sostegno e nel Governo Perrone (29 agosto-16 dicembre 1848).
In veste di ministro, promuove il riordinamento dell'amministrazione della pubblica istruzione (legge 4 ottobre 1848, n. 818, nota come "legge Bon- Compagni") e la legge istitutiva dei convitti nazionali di educazione, che costituiscono l'ossatura del nuovo sistema scolastico piemontese.
La legge prevede un controllo governativo delle scuole di ogni ordine e grado, sia statali sia libere, attraverso il Consiglio Superiore della Pubblica Istruzione, cui competono gli ordinamento degli studi, i piani didattici, l'approvazione dei programmi dei corsi e dei libri e dei trattati adottati. La legge elimina anche il nulla osta vescovile per la nomina dei professori.
Dopo la sconfitta di Novara, il Bon-Compagni è inviato a Milano con il generale Giuseppe Dabormida come plenipotenziario per le trattative che portarono alla pace con l'Austria del 6 agosto 1849.
Dopo una breve pausa e la nomina a consigliere di Stato (15 febbraio 1852), Bon-Compagni torna alla politica attiva nel secondo Gabinetto d'Azeglio, dal 21 maggio al 4 novembre 1852, come Ministro di grazia e giustizia (e Ministro ad interim dell'istruzione). Presenta al Parlamento il progetto di legge per l'istituzione del matrimonio civile, che è respinto dal Senato. Dopo essere stato sconfitto da Urbano Rattazzi nell'elezione a Presidente della Camera del maggio 1852, è confermato guardasigilli anche nel Gabinetto Cavour, dal 4 novembre 1852 al 27 ottobre 1853. È eletto Presidente della Camera il 16 novembre 1853, rimanendo in carica fino alla fine del 1856.
Alla fine del 1856 è nominato da Cavour ministro plenipotenziario piemontese presso le corti di Toscana, Modena e Parma e all'inizio del 1857 si stabilisce a Firenze. Nella sua azione diplomatica, cerca di promuovere un'evoluzione costituzionale del Granducato e contrasta i tentativi della Santa Sede di ottenere, dopo il concordato del 1851, nuove concessioni in campo ecclesiastico. Al momento della rivoluzione toscana del 27 aprile 1859 e della fuga del Granduca, si adopera per garantire l'incolumità dei Lorena e l'ordinata instaurazione di un governo costituzionale.
Vittorio Emanuele II, dopo aver assunto il protettorato della Toscana, conferisce al Bon-Compagni la carica di regio commissario straordinario.
Fortemente impegnato per realizzare l'annessione della Toscana al Regno di Sardegna, il 3 dicembre 1859 assume la nuova carica di Governatore generale delle province collegate dell'Italia centrale, ma, alla vigilia del plebiscito del 20 marzo 1860, si dimette. Rientrato a Torino, è eletto alla Camera con un programma moderato, favorevole a un rapido processo di unificazione legislativa, amministrativa e finanziaria che completi l'unificazione politica. Nella sua attività parlamentare si impegna soprattutto sulle tematiche del rapporto tra Stato e Chiesa e della "questione romana", su cui interviene anche con alcuni saggi.
Ostile al Rattazzi, il Bon-Compagni appare legato soprattutto alla destra liberale di Marco Minghetti, con il quale condivide l'aspirazione a raccogliere l'eredità cavouriana.
Chiamato nell'ottobre del 1870 a far parte della Commissione incaricata di formulare il progetto di legge sulle guarentigie pontificie, cerca di imprimere alla legge un'ispirazione conciliativa, rispettosa della sovranità spirituale del pontefice. Dottore aggregato della facoltà di filosofia dal 1866 e professore di diritto costituzionale all'università di Torino dal 1874, nello stesso anno è nominato senatore. Svolge un'attività politica ancora piuttosto intensa fino alla morte, avvenuta a Torino il 15 dicembre 1880.

## Intitolazioni
Gli è stata dedicata una scuola elementare, situata in via Galvani 7 in Borgo San Donato a Torino, edificata due anni dopo la sua morte.